# Miloš Ivančič
Miloš Ivančič, slovenski novinar, urednik, publicist, in pesnik,  * 17. marec 1948, Trst, Svobodno tržaško ozemlje (danes Italija).

## Življenje
Miloš Ivančič je začel pisati pesmi že v osnovni šoli v Ospu in Dekanih, novinarske prispevke pa je začel objavljati kot učenec ekonomske srednje šole v Kopru. Kot študent novinarstva na FSPN, kjer je pridobil naziv diplomirani novinar, (sedaj FDV), se je prežviljal s honorarnim delom pri raznih časopisih. Leta 1969 in 1967 delal na Radiu Študent in nato na RTV Slovenija. Po končanem študiju se je leta 1973 zaposlil na Radiu Koper - Capodistria, kjer je delal do upokojitve leta 2010. Leta 1978 je postal urednik samostojnega programa v slovenščini v nastajanju, naslednje leto pa odgovorni urednik slovenskega programa na ločenih frekvencah in oddajnikih (danes Radio Koper), ki ga je leta 1992 tudi podaljšal v celodnevni program. Po tem je bil premeščen na delovno mesto novinar z opisom delvnih nalog računalniškega operaterja in pripravil prvi internetni portal Koprskega radia. Od leta 1996 do 2008 je bil urednik programa, nato pa novinar - urednik. Kot urednik je vpeljal neposredne in kontaktne oddaje ter voden program. Program je vsebinsko usmeril v obmejni in zamejski prostor ter razvil sodelovanje z Radiom Trst. Čeprav je večji del službovanja urednikoval, je pripravil okrog tisoč daljših radijskih oddaj (intervjuji, reportaže, javne radijske oddaje in druge radijske zvrsti) trajnejše vrednosti o primorskih krajih in ljudeh v Sloveniji, Italiji in na Hrvaškem, običajih in navadah, zgodovinskih dogodkih, slovenski vojni, izbrisanih, domoljubih, borcih, primorskih beguncih in pregnancih v času fašizma, znanih in pomembnih ljudeh naše časa pa tudi aktualnem dogajanju. V arhivu regionalnega RTV centra je shranjenih še okrog oddaj 500 o primorskih krajih in ljudeh.
Pripravlja in ureja več internetnih naslovov.

## Knjige
- Radio Koper – Capodistria,  diplomsko delo, FSPN, 1976,(COBISS)
- Prvi koraki, Priročnik za MS DOS in Windows 3.1 EE, samozaložba, 1994
- Peruti tržaškega aborigina, dokumentarna literatura, Združenje borcev Koper, 2011(COBISS)
- Radio kot Radio Koper, poljubno strokovno delo, samozaložba, 2013 (COBISS)
- Črne češnje, pesniška zbirka s prilogo Rdeče češnje, LIBRIS,2013, (COBISS)
- Lebič: zgodbe pozabljenega eksodusa,Sophia,2013,(COBISS)
- Abitanti so v Istri, reportaža, Lipa, 2014,(COBISS)
- Roža Osapska, zgodovinske pripovedi, Sophia, 2015, (COBISS)
- Fašizem za Butalce, Združenje borcev Koper, 2018, (COBISS)
- Primorska dežela, ZZP, 2018, (COBISS)
- Fojba laži, Združenje borcev Koper, 2018, (COBISS)
- Fojba laži, druga dopolnjena izdaja, Združenje borcev Koper, 2018 (COBISS)
- Ko so v Gabrovici zorele češnje, Združenje borcev Koper, 2018 (COBISS)
- Prekomorci, zgodbe o odisejadi Primorcev in Istranov, Pokrajinsk iarhiv Koper, 2023 (https://plus.cobiss.net/cobiss/si/sl/bib/166692355)

## E-knjige
- Abitanti so v Istri, dokumentarno delo, 1994 / 2013, https://online.fliphtml5.com/snxpy/bsua/#p=1
- Tržaška zver Gaetano Collotti, dokumentarna literatura, 2011/2013, ISSUU.COM
- Zgodnje češnje, pesniška zbirka, 1965-1967 / 2013,https://online.fliphtml5.com/snxpy/lfxr/#p=1
- Primorska dežela, esej, 1988/2013, https://online.fliphtml5.com/snxpy/tjmr/#p=1
- Peruti tržaškega aborigina, dokumentarna literatura, dopolnjena internetna izdaja, 2011/2013, https://online.fliphtml5.com/snxpy/czyf/#p=1
- Radio kot Radio Koper, poljubno strokovno delo, dopolnjena internetna izdaja, 2000/2013, https://freeweb.t-2.net/okno/publikacije/Radio%20kot%20Radio%20Koper.pdf
- Medijske manipulacije, zakaj in kako nas zavajajo javni mediji,  2014, https://online.fliphtml5.com/snxpy/bidi/#p=1
- Pesmi kemoterapije, https://online.fliphtml5.com/snxpy/cxcw/#p=1
- Skoraj basni, sodobne basni, https://online.fliphtml5.com/snxpy/xoni/#p=1
- Titalitarni kapitalizem ali diktatura kapitala, Kaj je kapitalizem, razumljivo tudi za Butalce, https://online.fliphtml5.com/snxpy/anhi/#p=1
- Prekomorci - Odisejada primorskih Slovencev, https://freeweb.t-2.net/okno/publikacije/prekomorci.pdf
- Fašizem za Butalce, https://online.fliphtml5.com/snxpy/pvai/#p=1
- Fojba laži, https://online.fliphtml5.com/snxpy/caep/#p=1
- Osvoboditev Trsta, https://issuu.com/milos-ivancic/docs/osvoboditev_trsta
- Rižarna - krematorij za uporne Primorce, https://issuu.com/milos-ivancic/docs/ri_arna
- Gentilejeva reforma, https://issuu.com/milos-ivancic/docs/gentilejeva-reforma
- Ko so v Gabrovici zorele češnje, https://online.fliphtml5.com/snxpy/qmhb/#p=1
- Lebič: zgodbe pozabljenega eksodusa: https://www.biblos.si/isbn/9789616768726

## Publicistični članki
- Slovensko pevsko in bralno društvo Domovina Osp: 1897-1997, monografija, predsednik uredniškega odbora, članki: Franc Malalan : 1891-1960, (str. 25), Prebujanje, (str. 38), (COBISS)
- Abitanti so v Istri, Kantadore 10 let, 2005, (str. 9)
- Spomini na osapske dogodke in duhovnika Franca Malalana, Primorski rodoljub, 2005, št.14 (str. 24)
- Od Marušičeve ulice do Martinčevega trga (str. 53), Pihalni orkester Koper: 1982 – 2006, 2006,
- Primorska dežela, Primorski rodoljub, priloga, 2013, št. 24
- Prvi protifašistični upori leta 1921, Uvod v okroglo mizo,  Prve barikade proti fašizmu v Osapski dolini 14. maja 1921 (COBISS)

## Zgodbe
- Zelje: Osapske Štorje II, 1997 (str. 12); Mrak eno jutrnja, 2002 (str. 191)
- Franceze: Osapske Štorje II, 1997 (str. 13); Mrak eno jutrnja, 2002 (str. 237)
- Mleko: Osapske Štorje II, 1997 (str. 35); Mrak eno jutrnja, 2002,
- Fige: Osapske Štorje II, 1997 (str. 37); Mrak eno jutrnja, 2002 (str. 152)
- Njoki z golažem: Osapske Štorje II (str. 41), 1997; Mrak eno jutrnja, 2002 (str. 128)